# Harmonie (Schiff, 1926)
Die Harmonie ist ein deutsches Fahrgastschiff.

## Geschichte
Das Schiff wurde im Jahr 1926 in Königswinter gebaut und trug zunächst den Namen Josephine oder Josefine. Von 1977 bis 1984 hieß das Schiff dann Tina, danach bis 1990 Wappen von Oldenburg. Seit 1990 gehört die Harmonie zum Schiffsbestand der Reederei Herzog in Ketzin. Sie wurde zuletzt in den Jahren 2002 und 2006 umgebaut und dabei offenbar auch verlängert: 
Laut Schubert, der den ersten Namen des Schiffes „Josephine“ schreibt, war das Schiff im Jahr 2000 noch 27 Meter lang und 5 Meter breit. Es hatte einen Tiefgang von maximal 1,16 Metern und eine Zulassung für 200 Fahrgäste. Laut der Reederei ist das Schiff mittlerweile 34 Meter lang. Im Jahr 2007 schrieben Dieter und Helga Schubert den ersten Schiffsnamen „Josefine“. Sie vermerkten damals einen Umbau und eine Verlängerung im Jahr 2003, nicht aber den nächsten Umbau 2006, und notierten daher die Länge des Schiffes mit 29,5 Metern. Zugelassen war die Harmonie damals für den Transport von 150 Personen.
Günter Benja kannte das Schiff noch als Josefine. Seinen Angaben nach gehörte sie 1975 der Personenschiffahrt „Siebengebirge“ e.G.m.b.H. in Bad Godesberg, war 27,4 Meter lang und 4,96 Meter breit und hatte einen 116-PS-Motor sowie die Zulassung zur Beförderung von 200 Personen. Benja nannte als Baujahr das Jahr 1952, meinte damit aber vermutlich das Jahr eines Umbaus. Ergänzend dazu ist im Binnenschifferforum zu lesen, die Josefine habe eine Maschine von Deutz gehabt und in Bad Godesberg Hans Reif gehört. Ferner wird dort darüber spekuliert, es könne sich um einen ursprünglichen Stauf-Bau handeln. Umbauten hätten in den 1950er-Jahren in Mondorf und um 1970 in Oberwinter stattgefunden. Als Tina soll das Schiff der Wertheimer Personenschiffahrt H. Weid gehört haben.